# 연애가

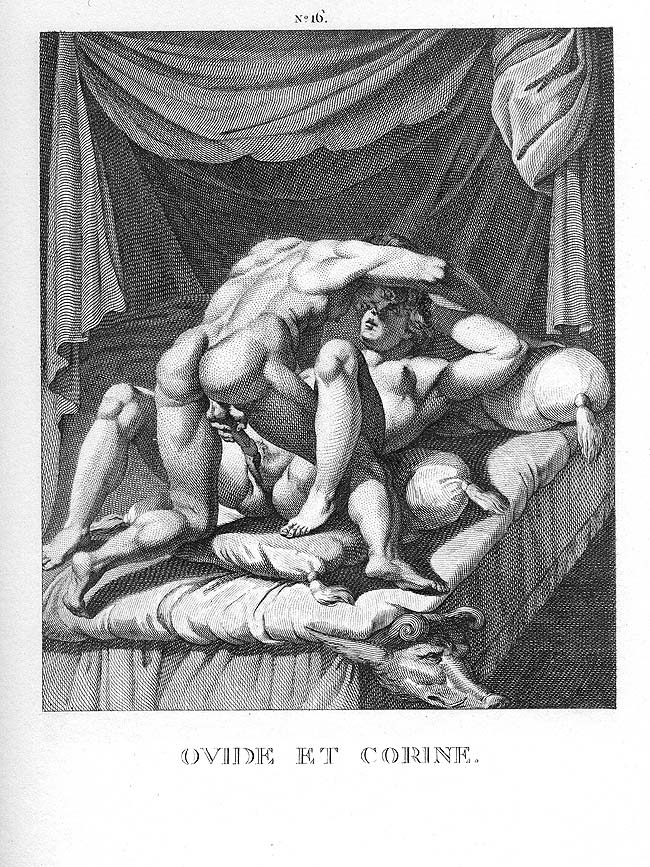

연애가(Amores, 기원전 16년)는 오비디우스 작품이다.
엘레게이아풍 연애시인인 오비디우스의 데뷔작. 처음에는 5권으로 된 책으로 기원전 16-기원전 15년경 출간되었는데, 후에 작자가 수정을 가해 3권짜리로 재간한 것이 전해지고 있다. 이렇다 할 짜임새 있는 줄거리는 없으나 ‘코린나’라는 애인에게 보내는 연가가 중심이 되어 있다.
그러나 여기에서 읊어지고 있는 연애감정은 진실한 심정의 발로와는 거리가 먼 것으로 대상자인 애인도 가상적 존재인 것 같다. 오비디우스의 재질은 기지, 세밀한 심리관찰, 그리고 무엇보다도 수사학적 기법에 있다. 연애시로서의 작품 가치를 따진다면 다음에 쓴 <현부의 서간> 쪽이 오히려 뛰어나다.